# Костенурка калагур
Batagur borneoensis е вид костенурка от семейство Азиатски речни костенурки (Geoemydidae). Видът е критично застрашен от изчезване.

## Разпространение
Разпространен е в Бруней, Индонезия, Малайзия и Тайланд.